# Salins (Cantal)
Salins é uma comuna francesa na região administrativa de Auvérnia-Ródano-Alpes, no departamento de Cantal. Estende-se por uma área de 8,75 km². Em 2010 a comuna tinha 147 habitantes (densidade: 16,8 hab./km²).